# Astrolepis integerrima
El helecho híbrido (Astrolepis integerrima) es un helecho, miembro de la familia Pteridaceae, subfamilia Cheilanthoideae; este género se distribuye solo en el continente Americano y cuenta únicamente con 5 especies, las cuales todas ocurren en México; el nombre del género (Astrolepis) proviene del griego “astron” (estrella) y “lepis” (escama), esto por las escamas que están presentes en la superficie de las pinnas, el nombre de la especie (A. integerrima), significa “completo”, “entero” o “con el borde suave”.

## Clasificación y descripción
Rizoma: corto, rígido, compacto, con escamas de hasta 14 mm de largo de forma linear y de color castaño;  frondes: de hasta 35 cm de largo, creciendo en forma de manojo; pecíolo: de 1/6 a 1/3 del largo de la fronda, de color castaño; lámina: de forma linear, pinnada o pinnada-pinnatífida; pinnas: de 20 a 45 pares, algunas presentan lóbulos que no sobre pasan la mitad de cada pinna, la superficie superior (adaxial) de cada pinna está cubierta por escamas de forma linear-lanceolada, de color blanco y con los márgenes ciliados, la misa situación se presenta en la superficie inferior (abaxial); soros: a lo largo de los márgenes; indusio: no presente.

## Distribución
Se distribuye desde el sur de Estados Unidos hasta el sur de México y en isla La Española.

## Ambiente
Terrestre, matorrales en zonas desérticas y semidesérticas, prefiere sitios rocosos, tolera el sol y la sequía, es una especie típicamente desértica.

## Estado de conservación
No se encuentra sujeta a ningún estatus de conservación.